# Johannes Georgi (Pädagoge)
Johann(es) Georgi (* 10. April 1632 in Platten; † 22. September 1707 in Johanngeorgenstadt) war ein deutscher Lehrer und Rektor. In seiner über 52-jährigen Amtszeit als Rektor in Johanngeorgenstadt hat er das dortige Schulwesen vollkommen neu aufgebaut und grundlegend erweitert. 

## Leben
Johannes Georgi war der Sohn von Andreas Georgi, Schneider- und Viertelsmeister in Platten und dessen Ehefrau Susanna geb. Pollmer. Seine Taufe erfolgte zu Hause, da 1632 die evangelische Kirche des Ortes aufgrund der Gegenreformation nicht zugänglich war. Ebenso wurde er vom Schulmeister privat unterrichtet, was Georgis Bruder Zacharias dann fortsetzte, da dieser damals Kantor in Schwarzenberg/Erzgeb. war. Er nahm ihn zu sich und unterrichtete ihn u. a. in Latein. Später besuchte Georgi die Schule in Zwickau, musste sie aber aufgrund seiner Armut nach anderthalb Jahre verlassen und ging deshalb in Schneeberg zur Schule, wo er ein Jahr blieb. Von Schneeberg reiste er nach Braunschweig, konnte aber aus finanziellen Gründen dort keine Schule besuchen. Er war gezwungen, auf andere Schulen, insbesondere in Halberstadt, Magdeburg, Lüneburg, Lübeck u. a. sich umzusehen, um seine Studien fortsetzen zu können. Erneute finanzielle Gründe trieben in an das Gymnasium zu Cölln an der Spree, von wo er nach Annaberg zurückkehrte und nun vorhatte selber als Lehrer tätig zu sein. Doch eine Erkrankung zwang ihn zu einer Pause.
Nach seiner Genesung und kurzem Aufenthalt in Schneeberg ging Georgi zur Universität nach Jena, wo er bald darauf erneut erkrankte. Hier verhalf ihm Christian Chemnitz, Professor und Superintendent, der Georgi schätzte und seine gesangliche Begabung erkannte, zu einer Famulatur, sodass er ein Jahr an der Universität belieben konnte. Von hier aus erhielt er eine Anstellung bei einem Adligen unweit von Jena, um dessen Kinder zu unterrichten. 
Nachdem er aber in Begriff war, „seine Bücher dahin schaffen zu lassen und die Stelle anzutreten, überbrachte ihm sein Vater ein Schreiben von Gregor Röber, ersten Stadtrichter zu Johanngeorgenstadt, der ihm nebst anderen Vornehmen des Rats riet, sofern er Lust hätte, Gott und dem Nächsten in der Schule zu dienen, so sollte er sich ohne Verzug wiederum ins Erzgebirge begeben, damit er in der dortigen Exulantenstadt vor einem Fremden vorgezogen werden möchte.“ Diesem Angebot folgte er. Doch verzögerte sich diese Anstellung, sodass er zwischenzeitlich doch Privatunterricht geben musste. Das führte ihn zu Christian Lehmann, dem Pastor von Scheibenberg, dessen jüngste Söhne er zu unterrichten hatte. Beide wurden später berühmt, denn Christian Lehmann der Jüngere wurde als Magister der Philosophie Superintendent in Freiberg. Sein Bruder Immanuel Lehmann wurde zunächst Rektor in Annaberg und später Diakon in Görlitz.
Die feste Anstellung Johanngeorgenstadt verzögerte sich über drei Jahre. Solange blieb Georgi in Scheibenberg, von wo er aber „wenn etwa einige Amtsverrichtungen an Hochzeiten und Leichenbegräbnissen zu Johanngeorgenstadt vorfielen, dahin geholt wurde.“ Am 13. Juli 1655 wurde ihm dann endlich die Vokation zum dortigen Schuldienst zugeschickt, welche er auch annahm und bis 1688 ganz allein verrichtete. In diesen Jahren hat er es als amtierender Rektor geschafft das Schulwesen in Johanngeorgenstadt vollkommen neu aufzubauen und grundlegend zu erweitern.
„Zwölf Jahre vor seinem Ende war er immer unpässlich und hatte fast alle Jahre eine Niederlage, wobei er in allen Gliedern Reißen empfand. Sonderlich lag er sechs Jahre vor seinem Ableben an der goldenen Ader sehr krank darnieder, wodurch sein Gedächtnis geschwächt wurde.“
Johannes Georgi starb im Alter von 75 Jahren. Nach ihm wurde in seiner Heimatstadt die Georgistraße benannt.

## Familie
Johannes Georgi heiratete am 29. September 1659 Maria Löbel, die Tochter von Georg Abraham Löbel und ließ sich am 23. Oktober in der Kirche zu Johanngeorgenstadt von Pfarrer Polykarp Weber trauen. Beide waren 26 Jahre verheiratet und hatten 16 Kinder (acht Söhne und acht Töchter). Nach dem Tod seiner Frau ging Georgi 1688 eine zweite Ehe mit Anna Elisabeth Kießling ein, einer Tochter des damals berühmten Okulisten und Mediziners Johann Kießlings von Grünhain. Mit ihr hatte er weitere vier Kinder.